# 欧盟护照

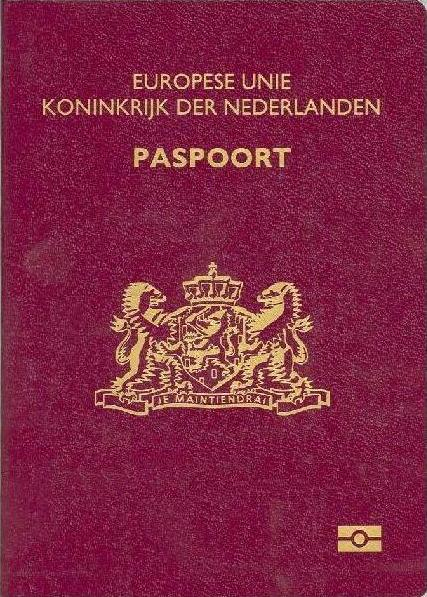
现行荷兰生物特征护照封面

欧洲联盟本身并不签发护照，但是欧盟大部分成员国（27）签发的护照拥有共同的设计标准，包括勃艮第酒红色的封皮（除了克罗地亚用深蓝色封皮），封皮上用各国文字标注“欧洲联盟”字样（1997年以前为“欧洲共同体”），采取同样的安全措施并均为生物特征护照。
一些欧盟成员国也签发非欧盟护照给拥有本国国籍的非欧盟公民（例如英国国民（海外）、英国海外公民、受英国保护人士、英國臣民、非直布羅陀英国海外领土公民），尽管欧洲联盟并不签发自己的护照，但是其签发欧洲联盟通行证给自己一些机构的官员。

## 共同设计标准
1980年代起，欧洲联盟成员国就开始在以下方面按照统一标准共同规范各国的护照：

### 共同尺寸
- 纸张尺寸 B7 (ISO/IEC 7810 ID-3, 88 mm × 125 mm)
- 护照共32页（频繁旅行者可以获发更多页的护照）
- 封面颜色：勃艮第酒红色

### 封面
封面的下列信息按照这一标准应使用签发国的官方语言：
- “欧洲联盟”字样（1997年以前为“欧洲共同体”）
- 签发国国名（与“欧洲联盟”字样字体字形相同）
- 签发国国徽
- “护照”字样

### 首页
护照首页的信息，应用欧洲联盟的一种或多种官方语言标出：
- “欧洲联盟”字样
- 签发国国名（与“欧洲联盟”字样字体字形相同）
- “护照”字样
- 护照号

### 个人资料页
个人资料页的信息，应使用签发国的官方语言加上英语和法语写出：
| 1. 姓氏     | 2. 名          |
| 3. 国籍     | 4. 出生日期    |
| 5. 性别     | 6. 出生地      |
| 7. 签发日期 | 8. 有效期至    |
| 9. 签发机构 | 10. 持照人签名 |

### 其他页
在下一页中可能有的其他信息:
| 11. 居住地                                               | 12. 身高     |
| 13. 眼睛颜色                                             | 14. 护照备注 |
| 15. 出生时姓名（如果现在用婚后名或者姓名曾经合法更改过） |              |

### 提示页
- 下一页提示页会被留出：
  - 关于持照人配偶的具体情况（签发家庭护照）
  - 关于持照人现有子女的具体情况（姓，名，出生日期，性别）
  - 子女或配偶的照片
- 再下一页会为签发机构留出
- 再下一页将个人资料页中的说明翻译为欧盟各种语言
- 其余页用于粘贴签证
- 护照封底的内页为签发国政府用本国官方语言写出的推荐信等留存

## 护照列表

奥地利护照
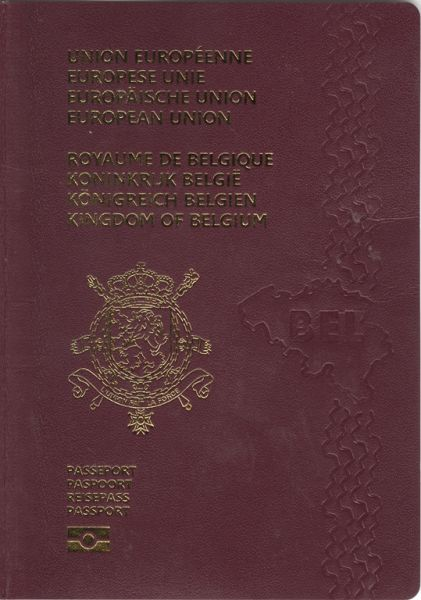
比利时护照
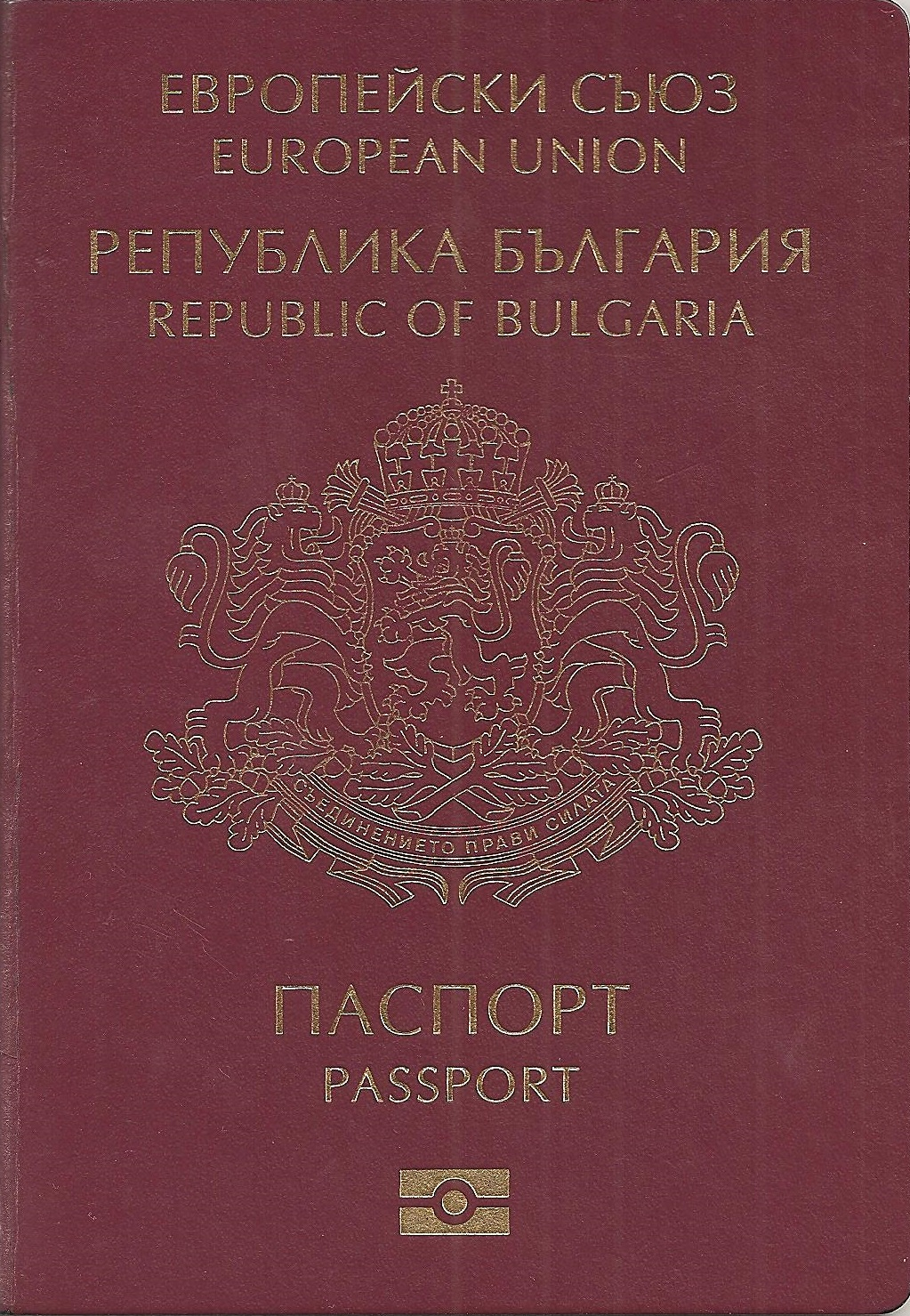
保加利亚护照
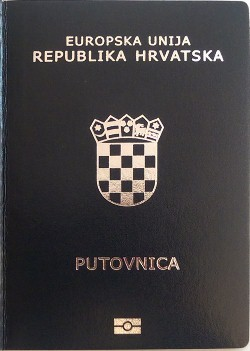
克罗地亚护照
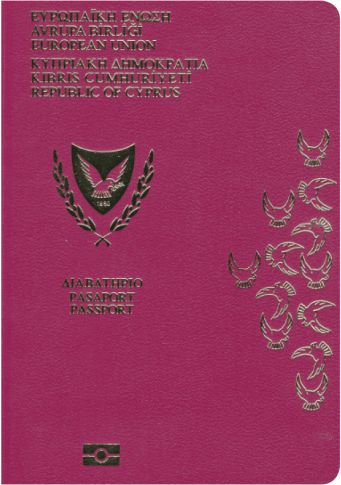
塞浦路斯护照
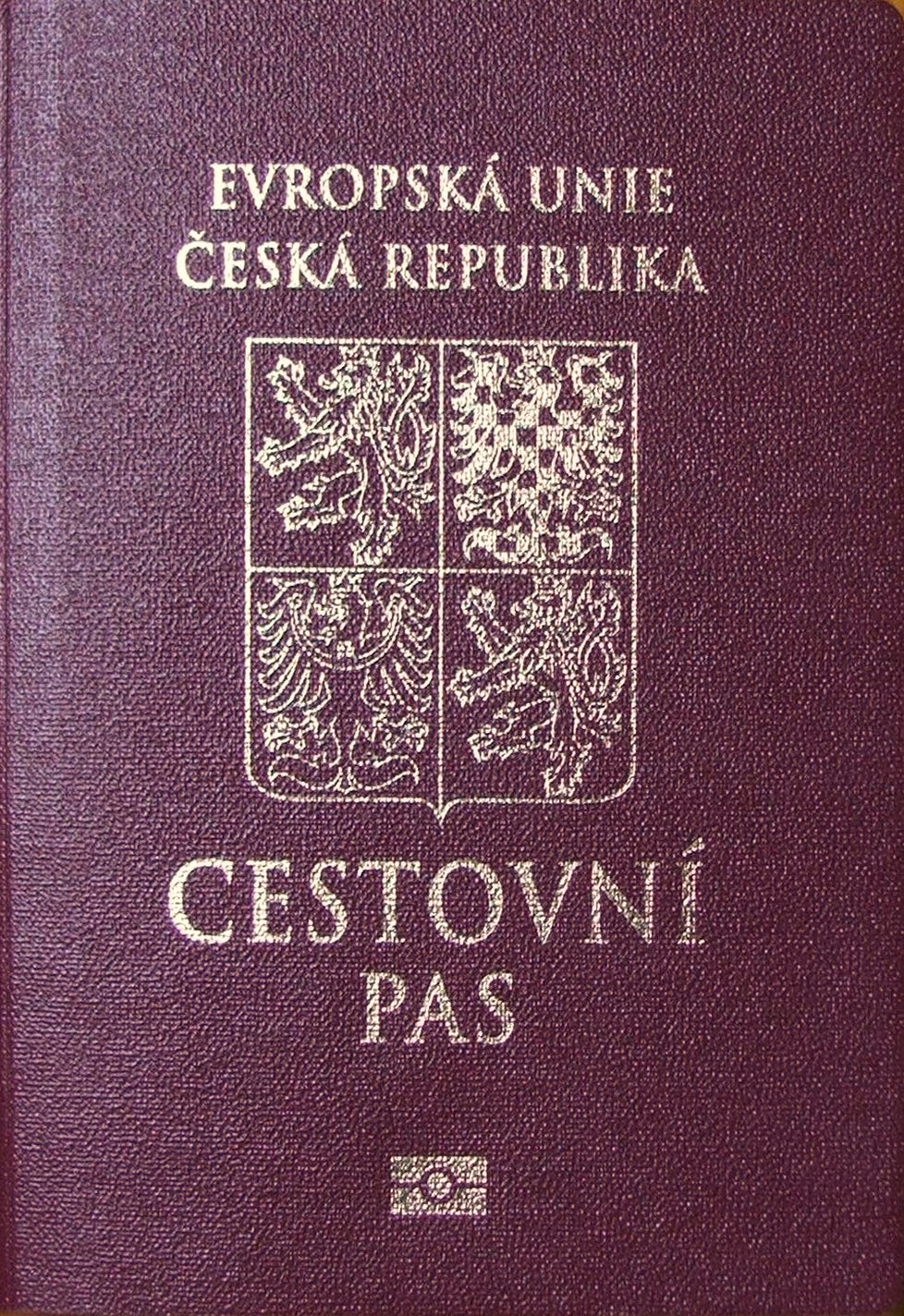
捷克护照
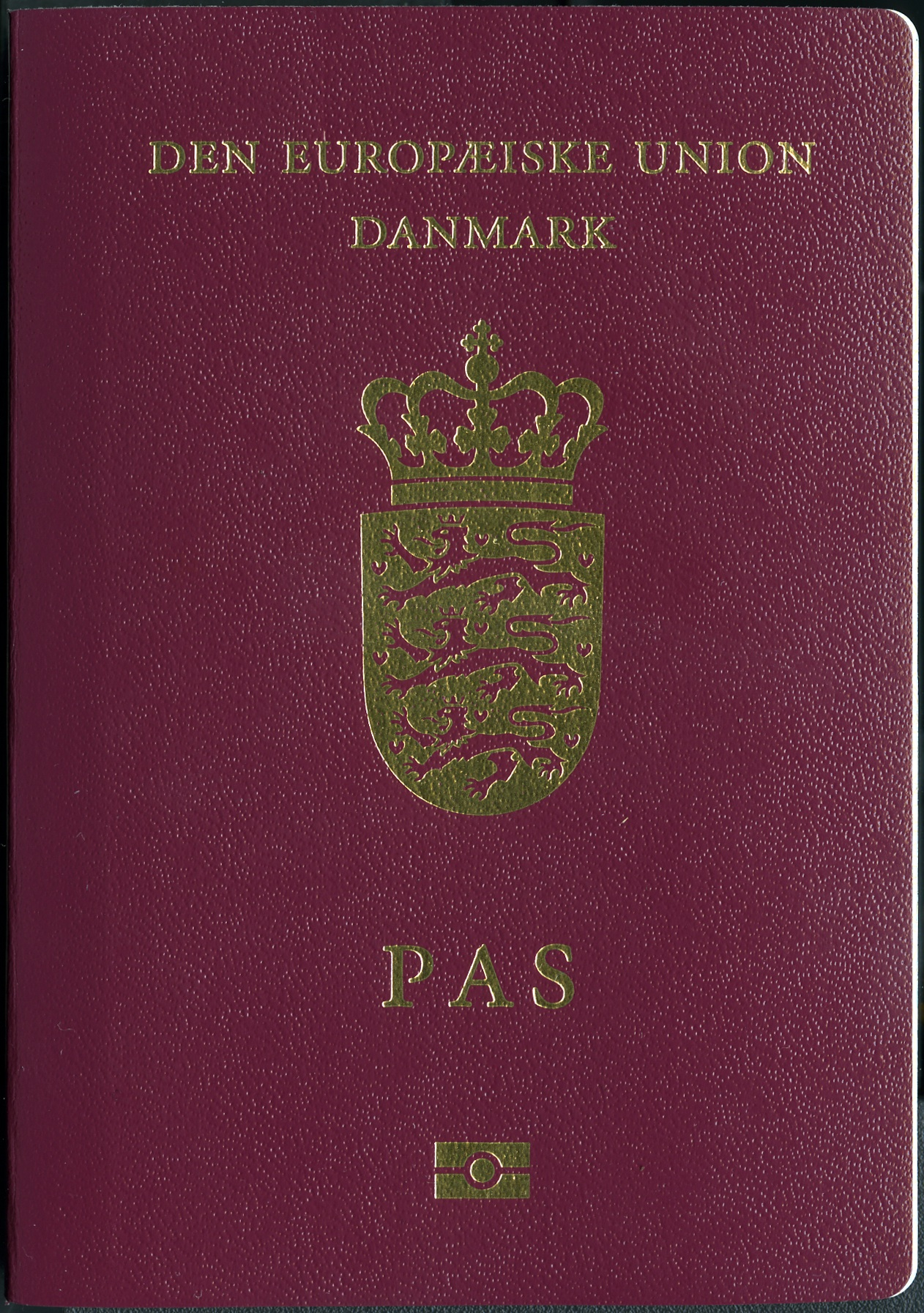
丹麦护照
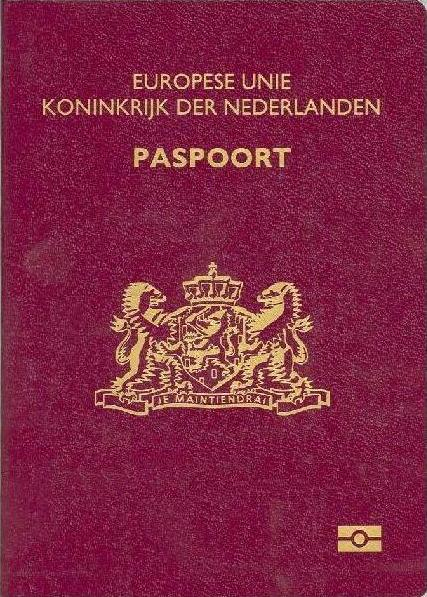
荷兰护照
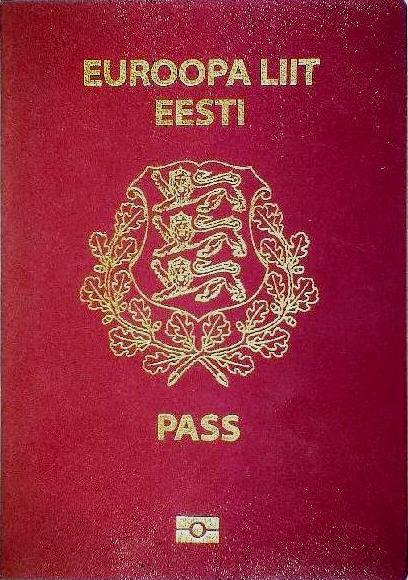
爱沙尼亚护照
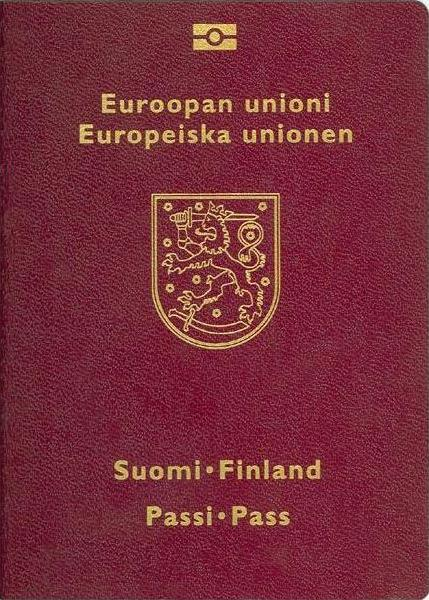
芬兰护照
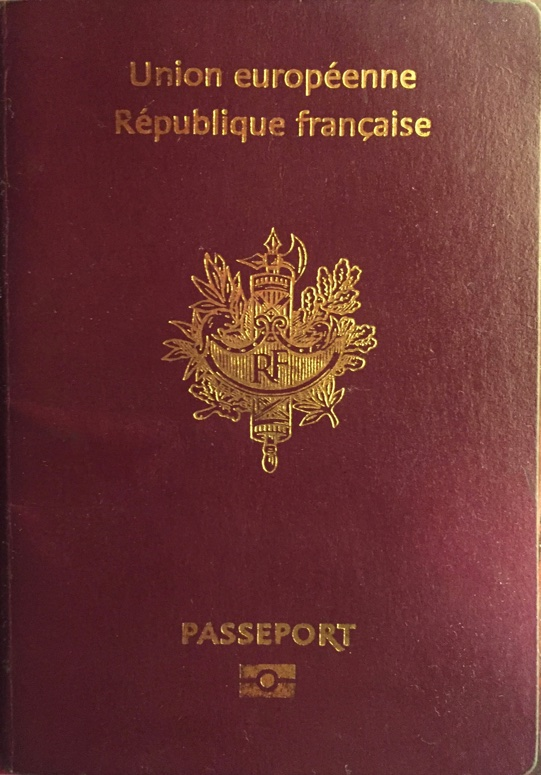
法国护照
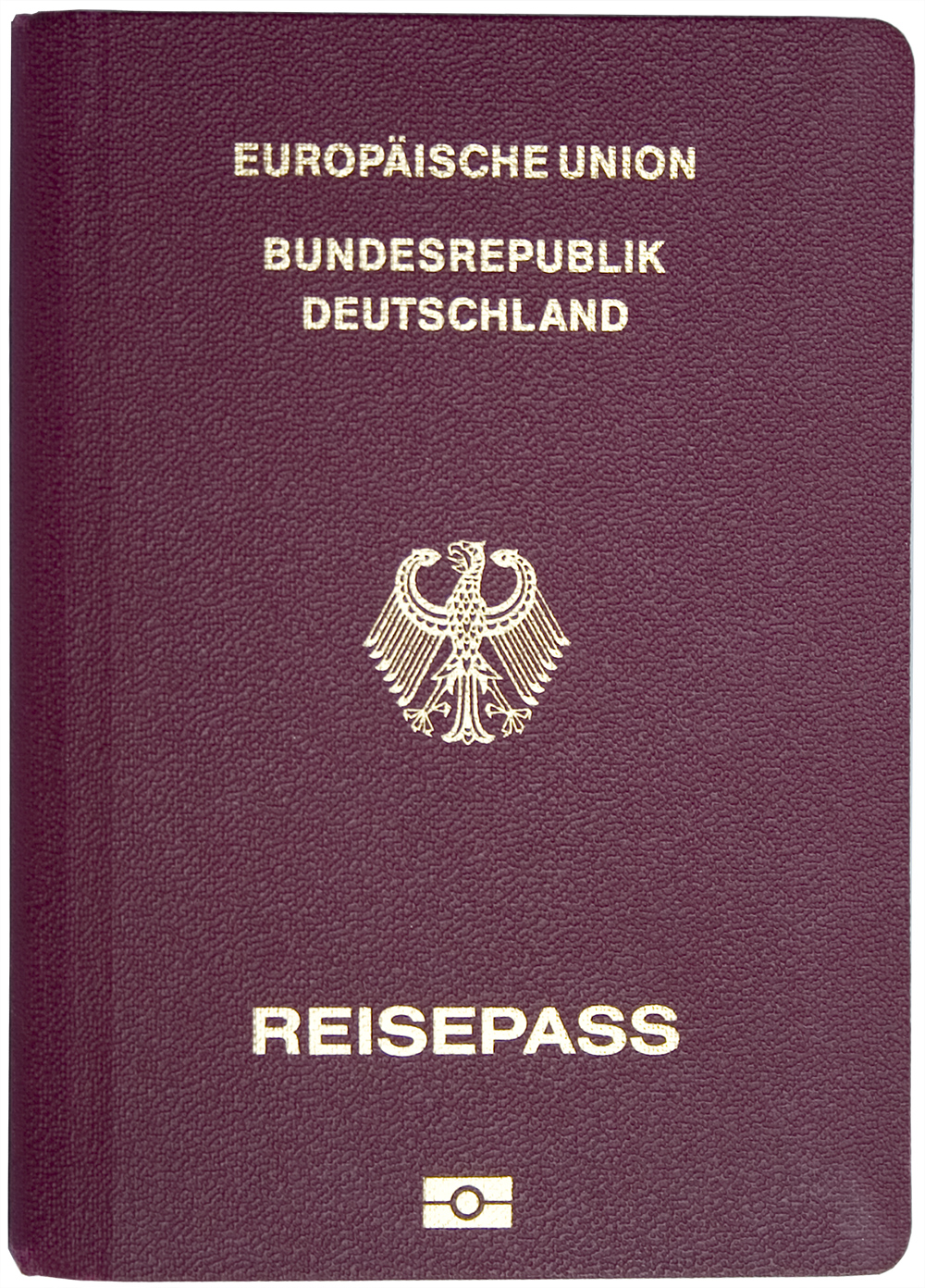
德国护照
希腊护照
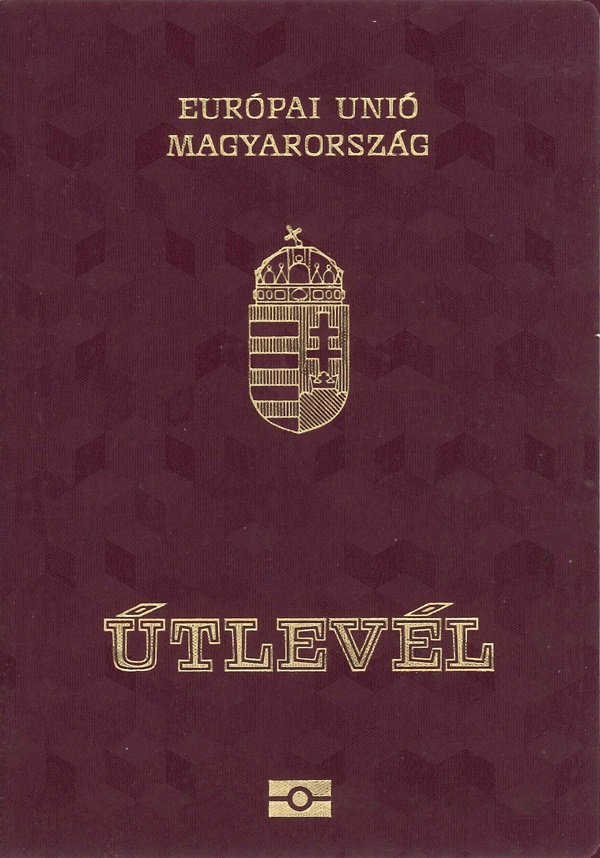
匈牙利护照
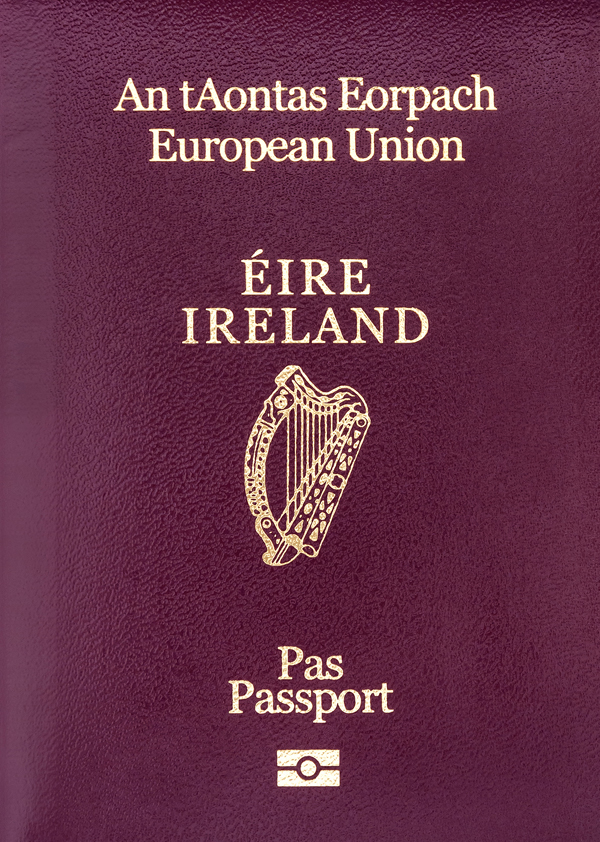
爱尔兰护照
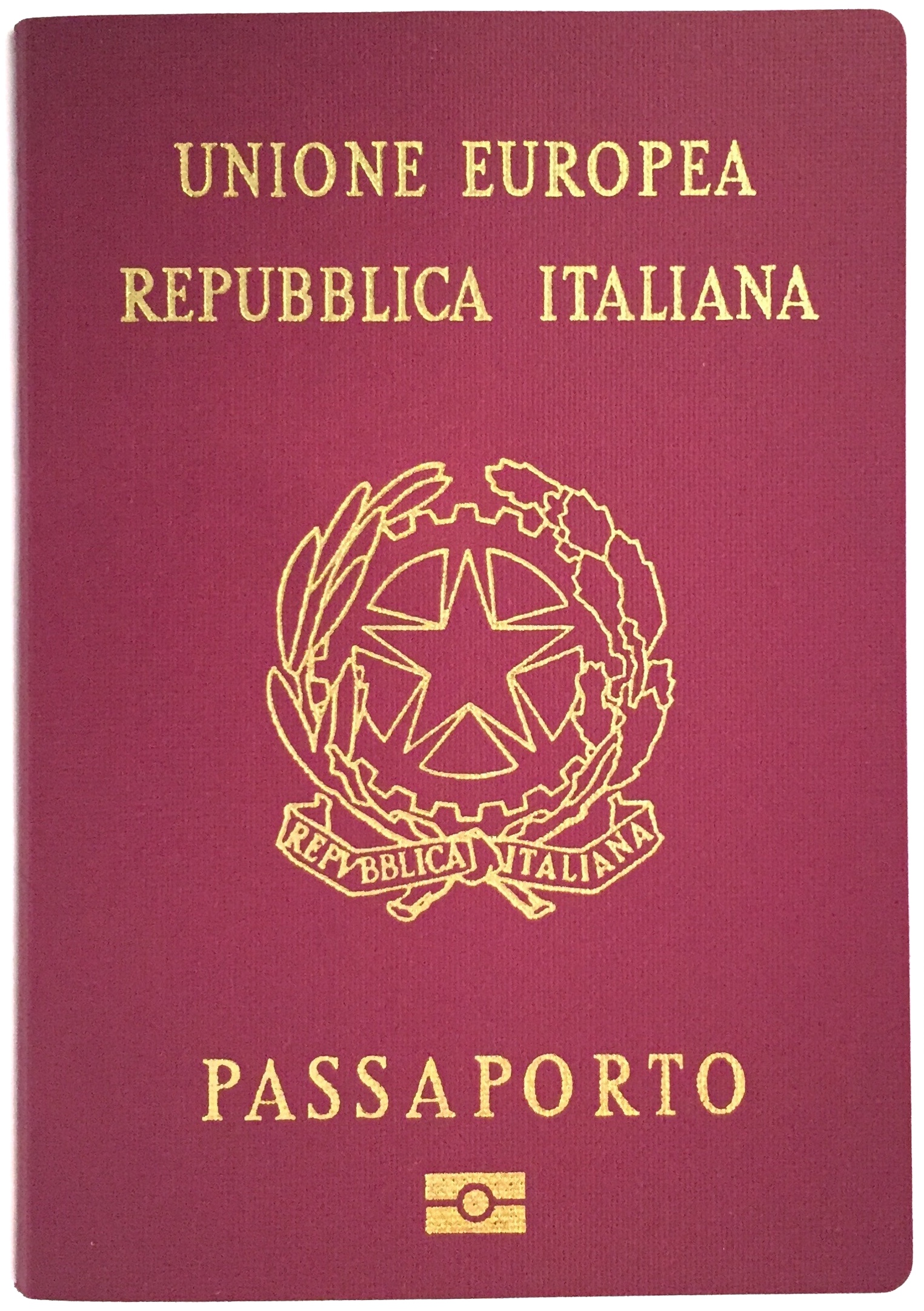
意大利护照
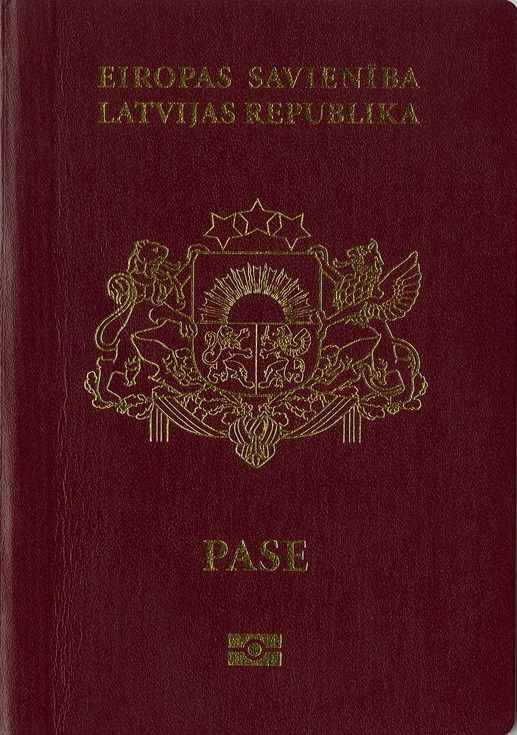
拉脱维亚护照
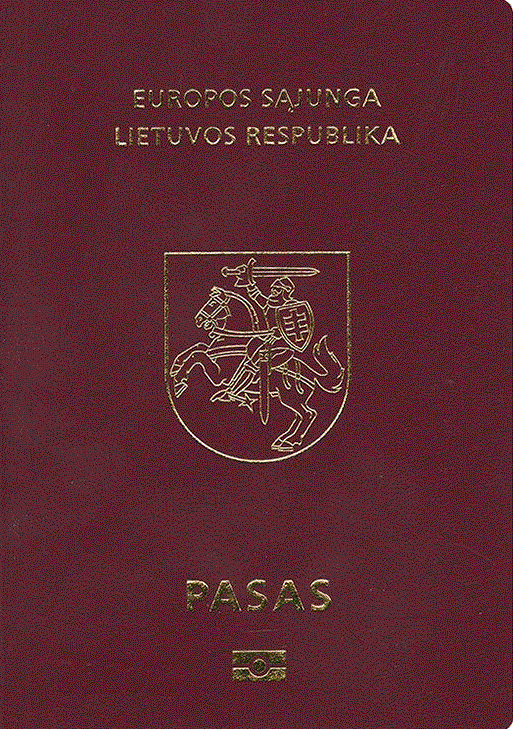
立陶宛护照
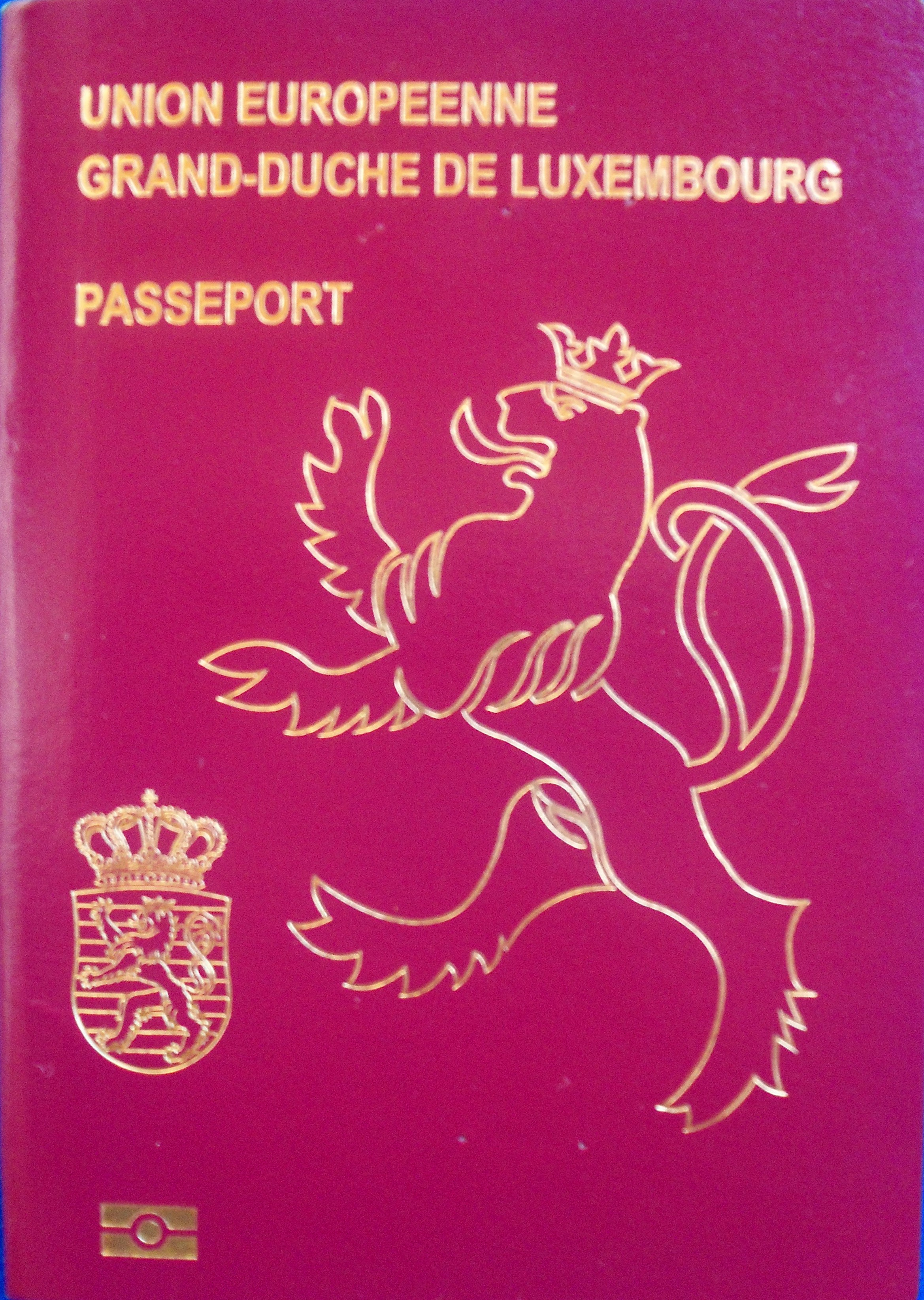
卢森堡护照
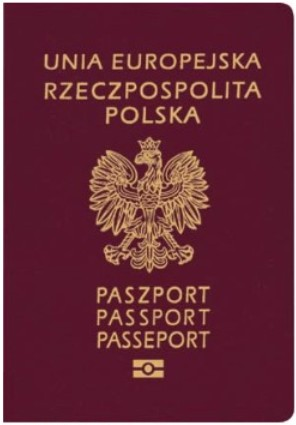
波兰护照
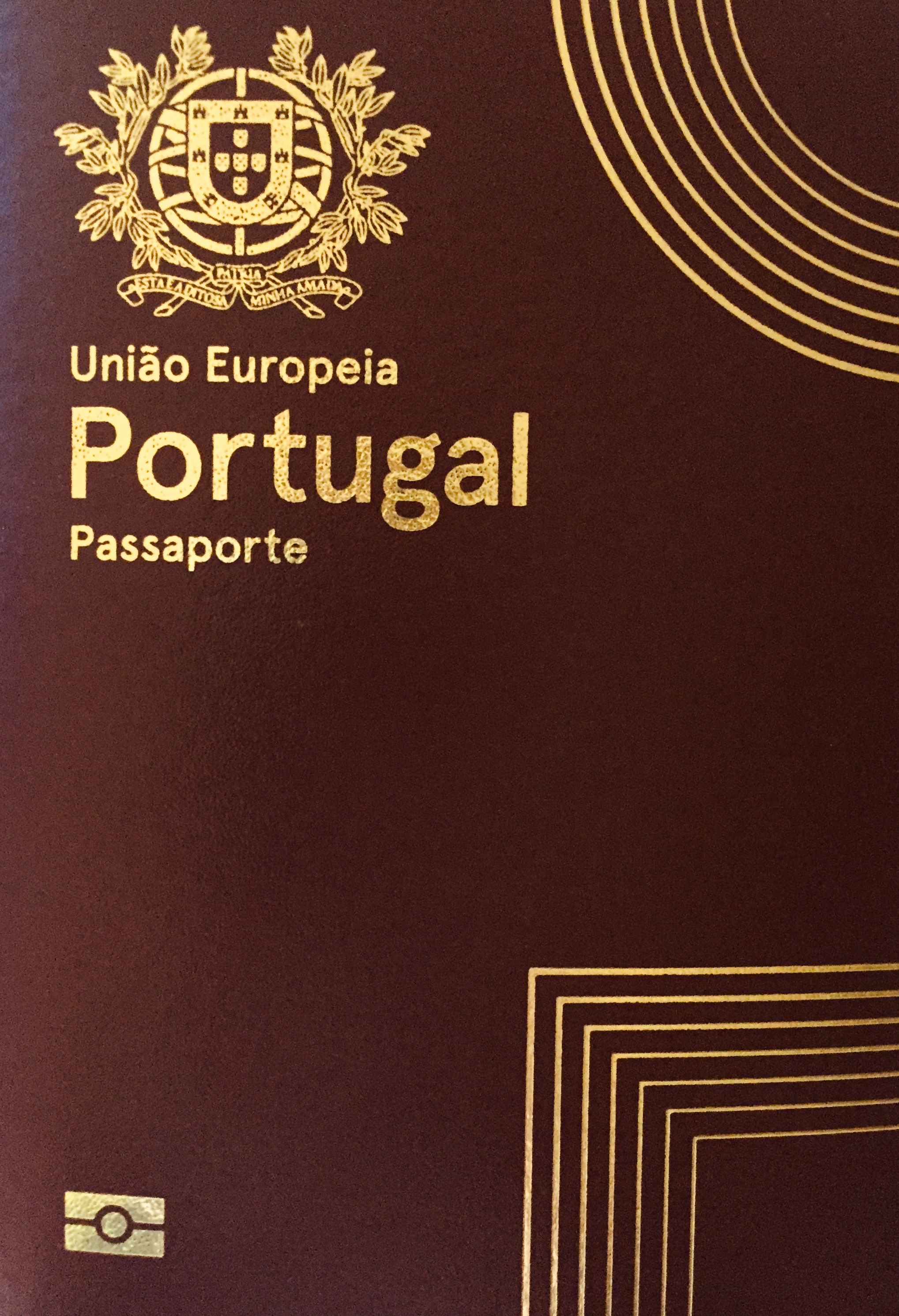
葡萄牙护照
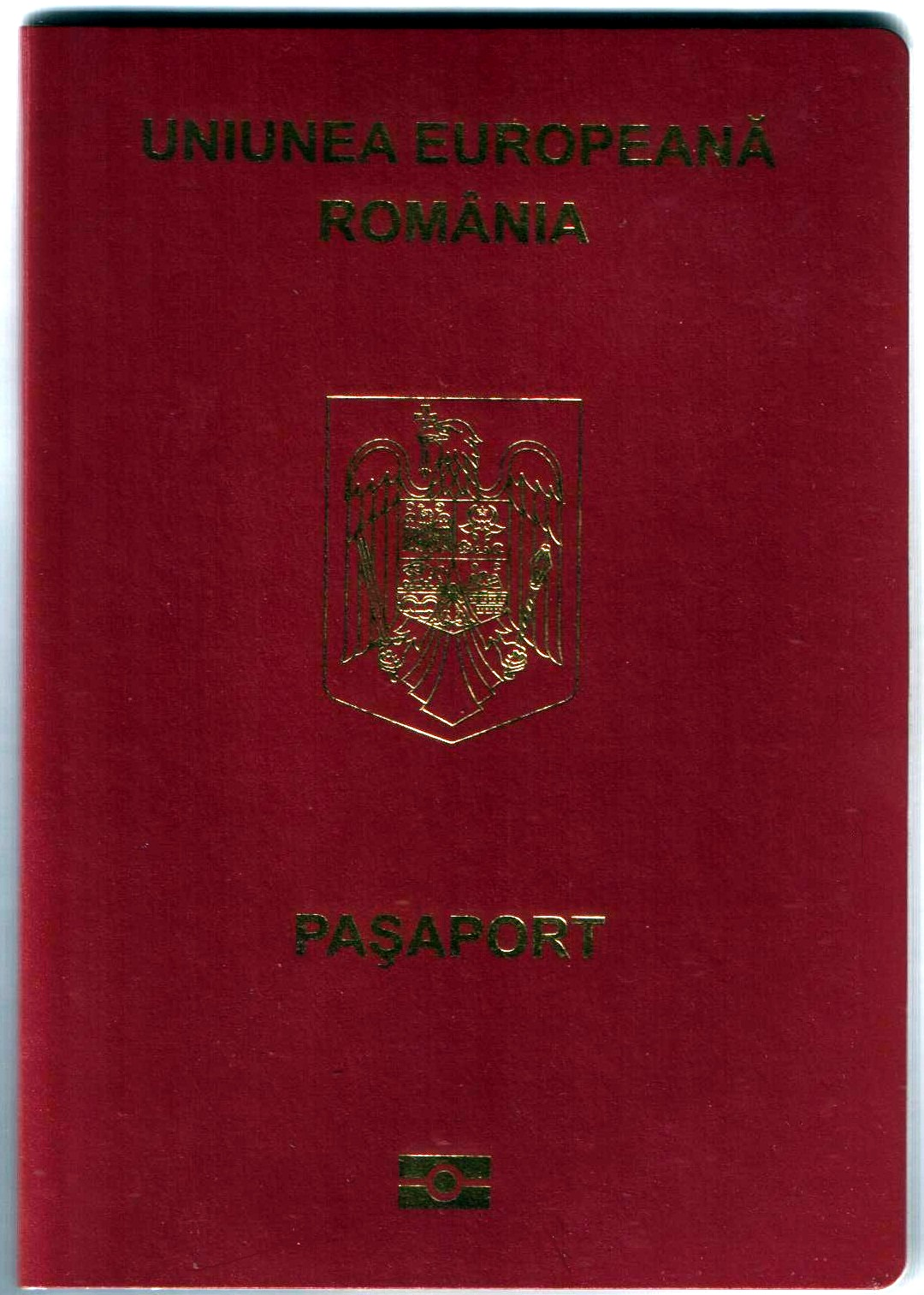
罗马尼亚护照
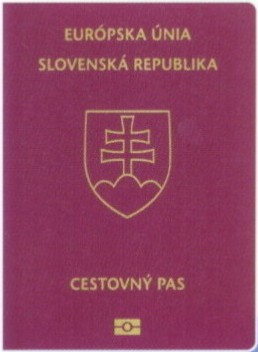
斯洛伐克护照
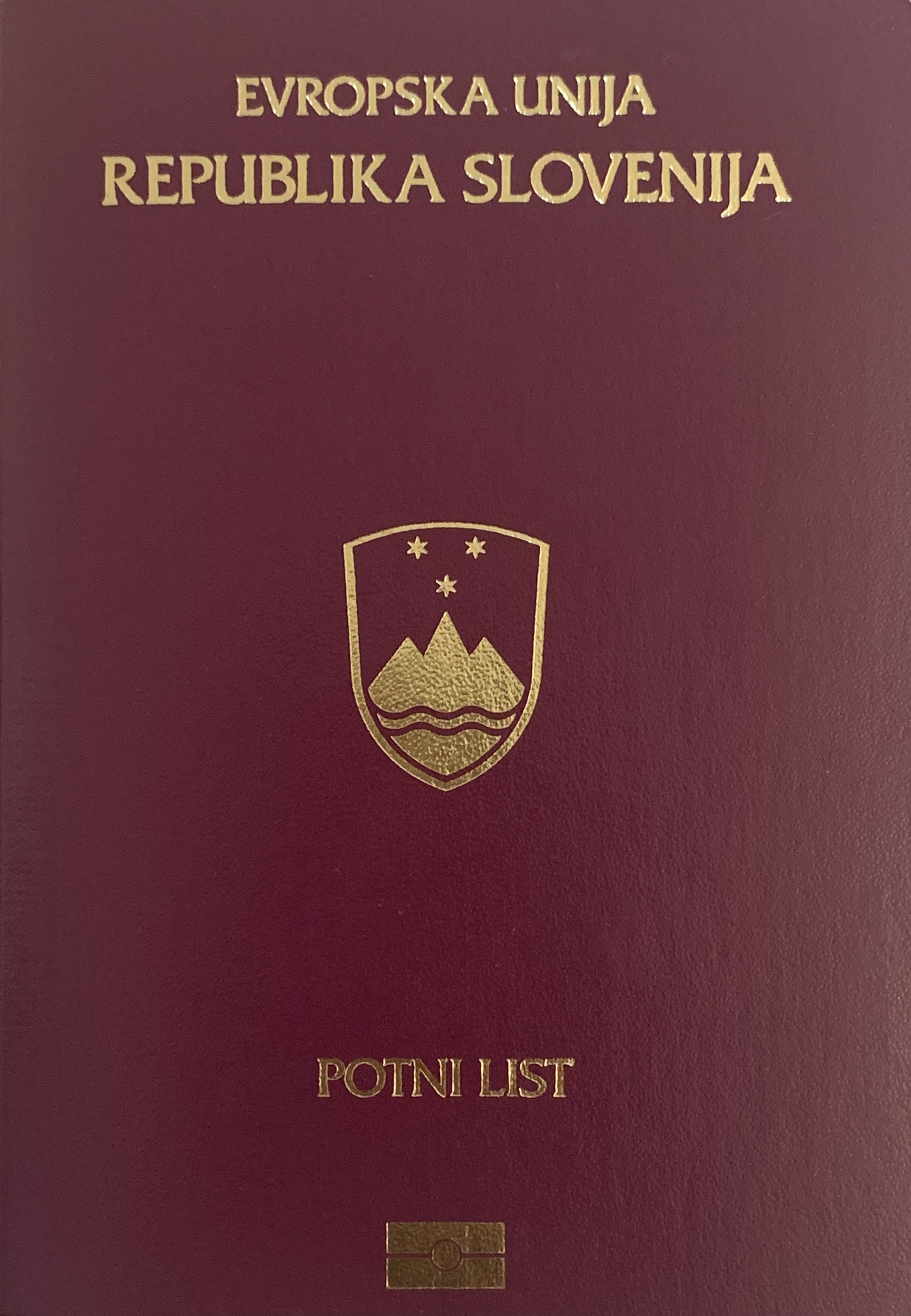
斯洛文尼亚护照
西班牙护照
瑞典护照